# Capo Jakan
Capo Jakan (in russo мыс Якан) si trova sulla costa settentrionale del Circondario autonomo della Čukotka, alla foce del fiume Ekaėnmyvaam (река Екаэнмываам), affacciato sullo stretto di De Long, in Russia. È situato a est di capo Billings e a ovest di capo Schmidt, si trova 140 km dal villaggio di Mys Šmidta. La linea ideale da capo Jakan a capo Blossom (la punta meridionale dell'isola di Wrangel) segna il confine tra il mare della Siberia orientale e il mare dei Chukci. Capo Jakan è formato da un costone roccioso di un'altezza di 40-50 m. Sul promontorio vi sono colonie di uccelli marini: gabbiano tridattilo (da 1.000 a 8.000 coppie), uria nera (40 coppie), Cepphus (15-20 coppie); è segnalata anche come zona di nidificazione del falco pellegrino.